# Relaciones Costa Rica-España
Las relaciones Costa Rica-España son las relaciones exteriores entre la República de Costa Rica y el Reino de España. Ambos países son miembros de pleno derecho de la ABINIA, la ASALE, el CAF, la CEPAL, el CERLALC, la COMJIB, la COPANT, la FELABAN, la Fundación EU-LAC, el IICA, la OCDE, el OIJ, la OISS, la OEI, la ONU y la SEGIB. También comparten su pertenencia al sistema de Cumbres Iberoamericanas.

## Historia

### Colonización española

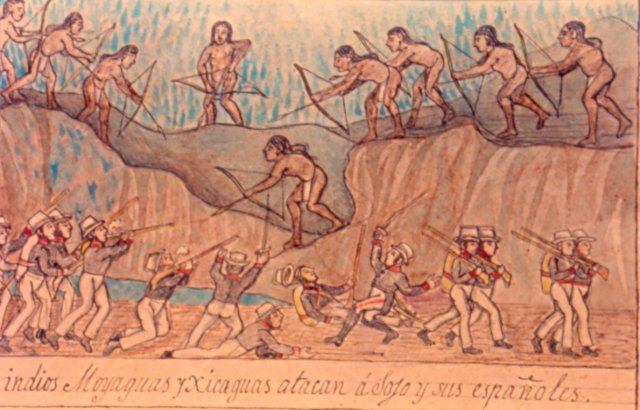
Las tribus Moyaguas y Xicaguas atacan a los soldados españoles liderados por el conquistador Diego de Sojo, 1639.

En septiembre de 1502, el explorador Cristóbal Colón llegó al este de Costa Rica en su cuarto viaje a América. En 1561, el conquistador español Juan de Cavallón y Arboleda dirigió a los primeros colonizadores exitosos en Costa Rica. En 1564, España estableció la ciudad de Cartago, su primer asentamiento en el país. Durante varias décadas, Costa Rica fue ignorada por la corona española debido a su distancia de la capital regional de la Capitanía General de Guatemala ubicada en Santiago de Guatemala y desde la sede de la Virrey de Nueva España ubicado en la Ciudad de México.
La colonia de Costa Rica se convirtió en una sociedad campesina pobre sin grandes familias propietarias de tierras o una gran población nativa, un gran número murió por enfermedades durante la colonización española. Muchos de los recién llegado al territorio cedieron al cultivo de cacao y tabaco. En 1808, el café se introdujo en Costa Rica desde Cuba y se convirtió en el principal cultivo del país.

### Independencia
En 1808, José I Bonaparte se instaló como Rey de España y varias colonias de Hispanoamérica comenzaron a declarar su independencia de España. Como Costa Rica y la mayoría de las naciones centroamericanas estaban gobernadas por la Ciudad de México; Nueva España declaró su independencia de España en 1810. En 1821, el Plan de Iguala declaró a México como una monarquía constitucional. Costa Rica declaró su propia independencia de España el 15 de septiembre de 1821 y tras un golpe de Estado monárquico decidió unirse al Imperio mexicano bajo el Emperador Agustín de Iturbide provocando la primera guerra civil costarricense.
En marzo de 1823, Iturbide renunció como Emperador y México se convirtió en una república. Costa Rica decidió separarse de México el 1 de julio de 1823. Costa Rica, junto con El Salvador, Guatemala, Honduras y Nicaragua formaron la República de América Central. En 1839, la Federación Centroamericana se disolvió y Costa Rica se convirtió en una nación independiente.

### Post-Independencia

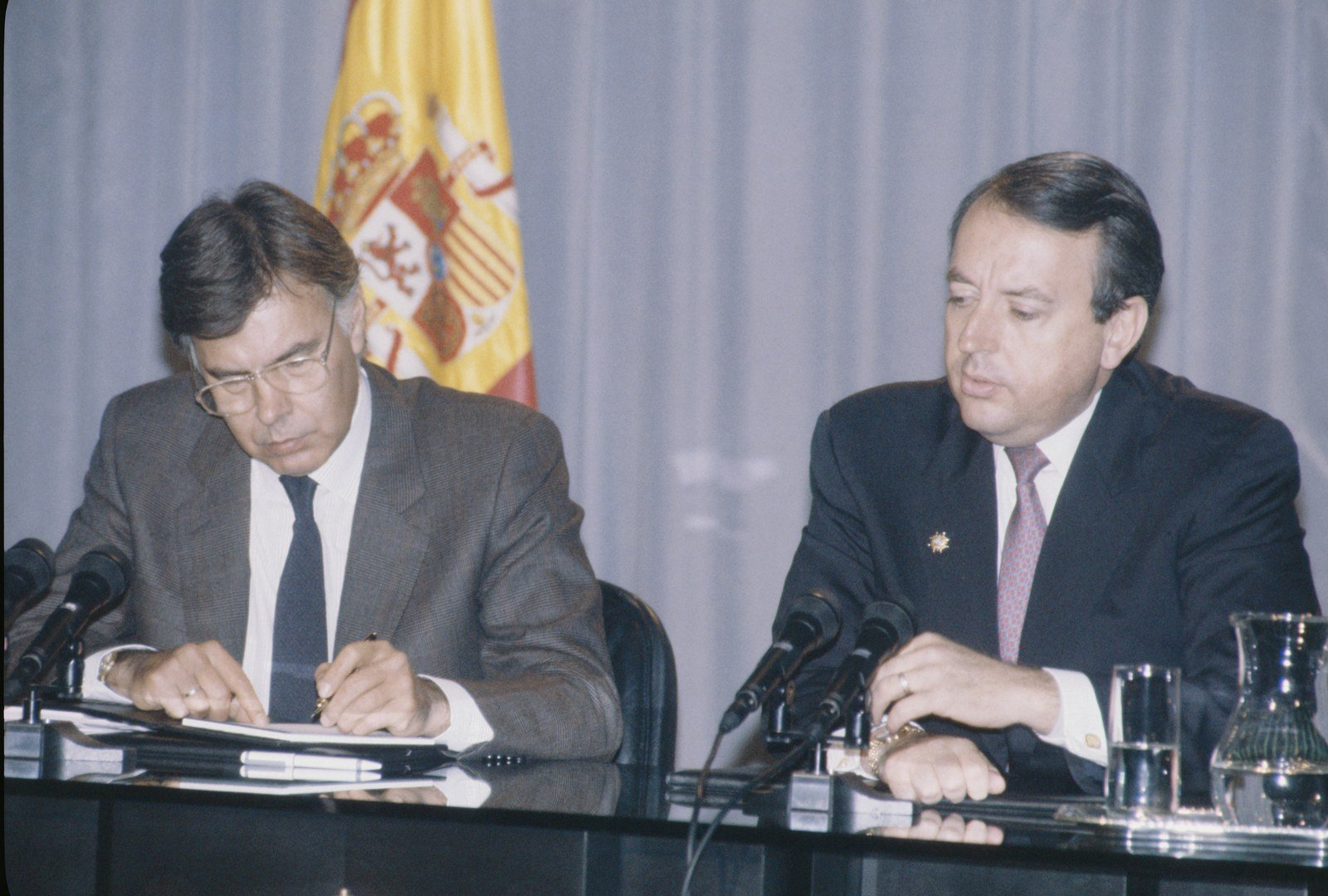
Presidente costarricense Rafael Ángel Calderón Fournier junto con el presidente del Gobierno español Felipe González durante una conferencia de prensa en Madrid, enero de 1993.

El 10 de mayo de 1850, Costa Rica y España establecieron relaciones diplomáticas con la firma de un Tratado de Reconocimiento, Paz y Amistad. Desde la independencia costarricense, muchos inmigrantes españoles emigraron a Costa Rica buscando mejores oportunidades en la nación. Durante la guerra civil española, Costa Rica permaneció oficialmente neutral durante el conflicto y no apoyó a ninguna de las partes en el conflicto. Como resultado, pocos españoles emigraron a Costa Rica como refugiados. Al final de la guerra, Costa Rica reconoció oficialmente al gobierno del General Francisco Franco en abril de 1939.
En septiembre de 1977, los reyes españoles, Juan Carlos I y Sofía de Grecia, realizaron una visita oficial a Costa Rica. Los reyes regresaron a Costa Rica en abril de 1991 y nuevamente en noviembre de 2004 para asistir a la XIV Cumbre Iberoamericana celebrado en San José. Ha habido varias visitas de alto nivel entre líderes de ambas naciones. Además, Costa Rica cuenta con un Centro Cultural de España en San José.
Desde julio de 2021, ambos países firmaron un Acuerdo de Cooperación Avanzada (ACA) que, para los próximos ocho años (2021-2029), determinará el marco de las relaciones bilaterales en cooperación para el desarrollo.

## Relaciones bilaterales
Ambas naciones han firmado varios acuerdos bilaterales, como un Tratado de Reconocimiento, Paz y Amistad (1850); Acuerdo sobre el reconocimiento de matrimonios civiles (1897); Acuerdo sobre el reconocimiento de títulos académicos (1925); Acuerdo sobre doble nacionalidad (1964); Acuerdo de Cooperación Cultural (1971); Acuerdo sobre transporte aéreo (1979); Acuerdo de Cooperación Turística (1983); Acuerdo sobre asistencia diplomática mutua (1991); Acuerdo de Cooperación Judicial (1993); Tratado de Extradición (1997); Acuerdo sobre la Promoción y Protección recíproca de Inversiones (1997) y un Acuerdo sobre la Cooperación Cultural y Educativa (2000).

## Transporte
Hay vuelos directos entre ambas naciones con las aerolíneas Iberia e Iberojet.

## Comercio
En 2022, el comercio entre Costa Rica y España ascendió a $617 millones de dólares. Las principales exportaciones de Costa Rica a España incluyen: frutas comestibles (cáscaras de cítricos y melón); vegetales; instrumentos y equipos para óptica, fotografía o cinematografía y legumbres, plantas, raíces y tubérculos alimenticios. Las principales exportaciones de España a Costa Rica incluyen: calderas, máquinas, electrodomésticos y dispositivos mecánicos; manufacturas de fundición o acero; máquinas, electrodomésticos y equipos eléctricos y productos diversos de las industrias químicas. Empresas multinacionales españolas como Mapfre, Telefónica y Zara operan en Costa Rica.

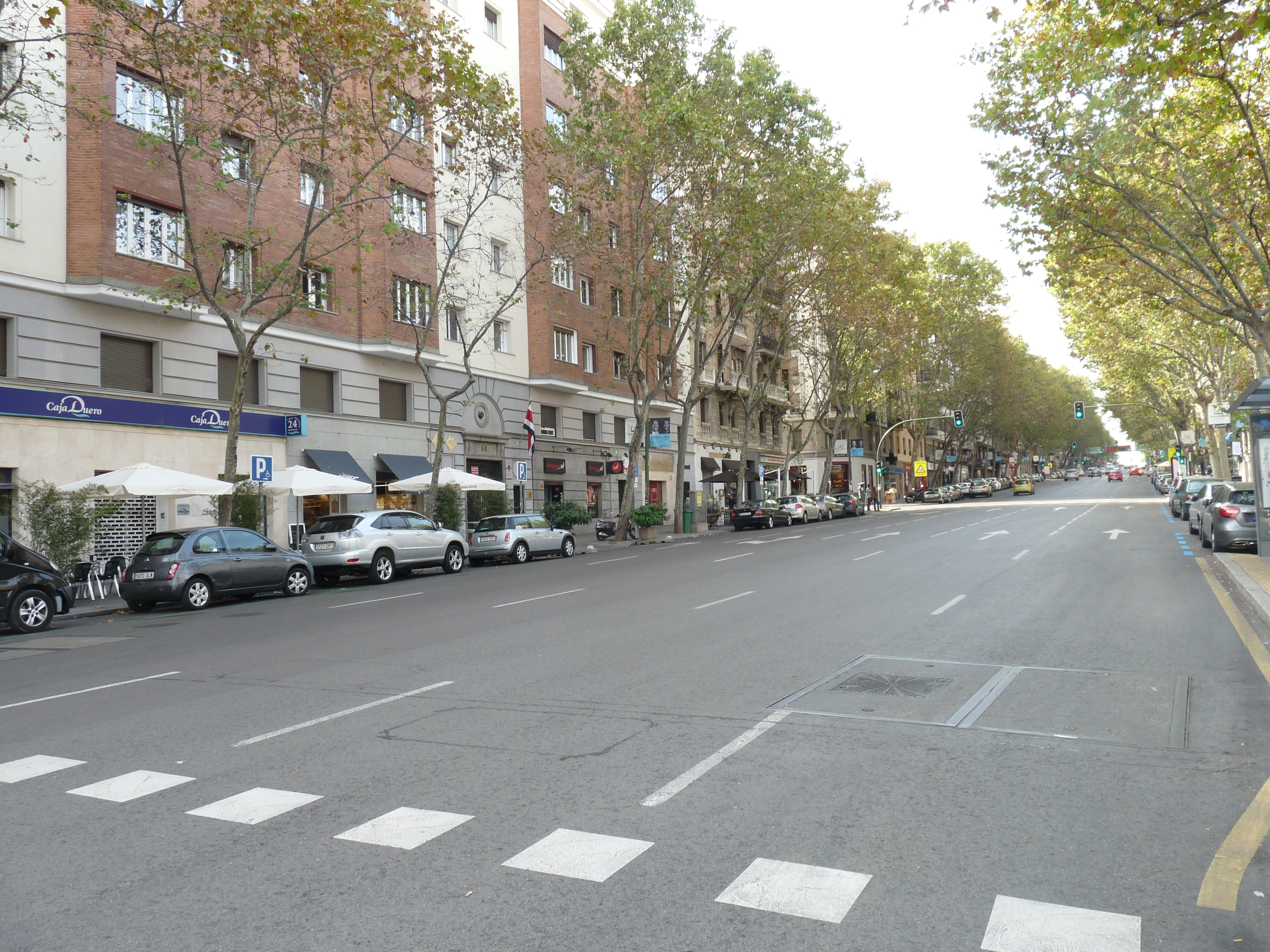
Embajada de Costa Rica en Madrid.

## Misiones diplomáticas residentes
- Costa Rica tiene una embajada en Madrid.[10]
- España tiene una embajada en San José.[11]